# Phyllanthus venustulus
Phyllanthus venustulus är en emblikaväxtart som beskrevs av Jacques Désiré Leandri. Phyllanthus venustulus ingår i släktet Phyllanthus och familjen emblikaväxter. Inga underarter finns listade i Catalogue of Life.